# Оліас-дель-Рей
Оліас-дель-Рей (ісп. Olías del Rey) — муніципалітет в Іспанії, у складі автономної спільноти Кастилія-Ла-Манча, у провінції Толедо. Населення — 8705 осіб (2023).
Муніципалітет розташований на відстані близько 60 км на південний захід від Мадрида, 10 км на північ від Толедо.
На території муніципалітету розташовані такі населені пункти: (дані про населення за 2010 рік)
- Оліас-дель-Рей: 4037 осіб
- Ель-Беато: 1367 осіб
- Каміно-Баргас-а-Масаррасін: 243 особи
- Каньяда-де-Маган: 143 особи
- Сан-Франсіско-Каверо: 1077 осіб

## Демографія
Динаміка населення (INE ):

## Галерея зображень

Розташування муніципалітету у провінції Толедо